# Çanakçılar, Amasra
Çanakçılar là một xã thuộc huyện Amasra, tỉnh Bartın, Thổ Nhĩ Kỳ. Dân số thời điểm năm 2011 là 464 người.